# Église paroissiale de l'Assomption-de-la-Vierge-Marie de Għaxaq
L'église de l'Assomption-de-la-Vierge-Marie est une église catholique située à Għaxaq, à Malte.

## Historique

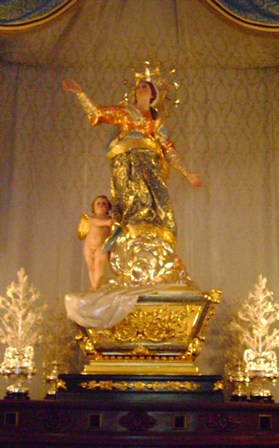
Statue de l'assomption de la Vierge Marie (sculptée en 1808 par Mariano Gerada), Għaxaq.

Le bourg de Għaxaq a eu une église dédiée à l'Assomption de la Vierge Marie dès 1511. 
En 1626, lorsque le village est devenu une paroisse, des plans ont été établis pour construire une nouvelle église. La construction a commencé en 1655. L'église a servi pendant les 80 années suivantes. 
Puis, vers 1733, une nouvelle église paroissiale a été souhaitée et a commencé à être édifiée. C'est celle qui existe encore aujourd'hui. Sa conception est attribuée à Sebastiano Saliba,.

## Description extérieure
La façade se compose de trois travées sur deux niveaux. La travée centrale est séparée des autres par des rangées de pilastres,. L'église est surélevée, et domine le bourg. Elle est placée sur un parvis auquel on accède par un escalier. La façade principale est divisée horizontalement en deux étages, avec une grande fenêtre au centre du deuxième étage, et est surmontée d'une architrave ornée, avec un fronton entrecoupé, ayant un écusson sculpté en son centre,. Le chœur est surmonté d'un dôme. L'édifice s'élargit par un transept de chaque côté. Ce transept s'ouvre  sur l'extérieur par des portes, rappelant, en plus réduit, le portail principal. Le niveau supérieur se compose d'une fenêtre de type loggia en retrait. À l'extrémité s'élève des clochers commençant au niveau du sol,.

## Décoration intérieure
La statue en bois qui représente l'Assomption de Marie est l’œuvre d'un des sculpteurs maltais les plus connus, Mariano Gerada, en 1808. U,. Une autre statue a été réalisée par le Milanais Fratelli Bertarelli en 1932 et est également sculptée en bois. D'autres statues ont été réalisées  par Alessandro Farrugia (dont un ensemble de huit statues traditionnelles représentant la passion de Jésus-Christ), et par des artistes maltais : Peppi Vella, Carlo Darmanin et la famille Camilleri Cauchi, à savoir Alfred et Aaron Camilleri Cauchi. La statue du Christ mort, connue sous le nom Il Monument, ou encore La Sepoltura, est d'origine romaine et a été amenée à Ghaxaq au XVIIIe siècle,. 
Les peintures qui ornent le plafond de l'église ont été peintes par Emvin Cremona durant les années 1960, alors que d'autres œuvres d'art datent du 16e, 17e et 18e siècles, la plupart peintes par des artistes maltais, notamment Gian Nikol Buhagiar, Francesco Zahra, Rokku Buhagiar et Ganni Vella.